# I Festival Internacional de la Canción de Viña del Mar
El I Festival Internacional de la Canción de Viña del Mar, o simplemente Festival de Viña del Mar 1960, se realizó en un escenario a un costado del Palacio de Bellas Artes de Viña del Mar y al oriente de la Quinta homónima en Viña del Mar (Chile) del 21 al 28 de febrero de 1960.
Fue animado durante ocho jornadas por Ricardo García, quien animó consecutivamente el festival hasta la edición de 1967, acompañado de Carlos de la Sotta y Heraldo García (conocido locutor radial de la zona).
Paralelamente a este evento, se realizó la tradicional Gran feria de la ciudad.

## Historia
El origen del evento fue más bien modesto, pues la realización del primer festival en Viña del Mar fue por iniciativa del alcalde de Viña del Mar Gustavo Lorca y de Carlos Ansaldo, quien fuera entonces director del "Departamento de Turismo y Relaciones Públicas de la Municipalidad de Viña del Mar", para promover el turismo de la Ciudad Balneario. En 1959, un año antes del primer festival, un grupo de músicos había sido citado para amenizar una feria realizada por los alumnos de la Escuela de Bellas Artes en los jardines de la Quinta Vergara.
Con ese antecedente, se organizó una competencia musical entre el 21 y el 28 de febrero de 1960, en la cual los participantes debieron presentar una canción original cuyo motivo fuera la ciudad de Viña del Mar, y que sería amenizada por algunos artistas invitados.
El 21 de febrero de 1960, el alcalde Lorca inició oficialmente el certamen, cuyos primeros espectadores se ubicaron frente al escenario en sillas plegables y en algunos montículos adyacentes. Tan sólo tres carabineros cuidaban la seguridad del espectáculo y del recinto modesto.
Debido a que las entradas al evento eran gratis para todos los espectadores, el primer festival tuvo un éxito rotundo, atrayendo a alrededor de 35 mil personas a la ciudad, lo cual generó ingresos superiores a los E° 6000 (seis mil escudos).

## Artistas invitados
La mayoría de los artistas invitados de ese entonces formaban parte del show estable del Casino Municipal de Viña del Mar, tan solo Luis Sandrini y Teal Joy fueron los artistas extranjeros que estaban de paso por la ciudad jardín.
- Armando Palacios (pianista)
- Carlos Helo (humor)
- Jorge Romero (humorista)
- Los Huasos Quincheros
- Los Perlas
- Luis Sandrini (humor)
- Manolo González (humor)
- Ricardo Arancibia
- Teal Joy

## Competencia
De los 92 temas que fueron enviadas a la competencia, seis fueron elegidos en la preselección, según fue anunciado por el entonces animador Ricardo García. Todos los temas seleccionados fueron interpretados por Mario del Monte y Gino del Solar, puesto que «en sus primeras versiones el Festival fue básicamente una competencia de compositores».[cita requerida]
El jurado estaba compuesto por el doctor Luis Sigall, Tomás Eastman (crítico de arte), Carlos Ansaldo (director de Relaciones Públicas y Turismo de la Municipalidad de Viña del Mar), Carlos Spahie (presidente del Círculo de la Radio), Javier Vergara Hunneus (presidente del Centro para el Progreso de Viña del Mar) y Nina Anguita de Rodríguez (presidenta de la Corporación Pro-arte), entre otras personalidades de la zona. El panel del jurado se ubicaba detrás de los artistas y no adelante como lo es en la actualidad.
La orquesta del festival fue dirigida por Izidor Handler (director de la Orquesta Sinfónica de Viña del Mar), quien dirigiese en forma consecutiva hasta el Festival de Viña del Mar de 1968.

### Ganador de la competencia
El domingo 28 de febrero de 1960 se dio a conocer la primera canción ganadora en la historia del Festival de Viña: «Viña», de José Goles (su seudónimo era Tancredo) y Manuel Lira, interpretada por Mario del Monte. El premio fue de la suma cantidad de quinientos escudos más una Lira de Oro, ambos entregados por el alcalde Gustavo Lorca. Dichos premios serían recibidos por los ganadores de cada edición hasta 1964 (para la competencia folclórica) y 1968 (para la competencia popular, más tarde denominada la competencia internacional).
El segundo lugar fue obtenido por Rafael Hermosilla, Vicente Bianchi y Mario Gaymer, quienes obtuvieron una mención honrosa por haber participado y demostrar gran calidad en la canción presentada para el Festival.